# リチャード・フィッツ
リチャード・ローガン・フィッツ（Richard Logan Fitts、1999年12月17日- ）は、アメリカ合衆国アラバマ州ヘレナ出身のプロ野球選手（投手）。右投右打。MLBのボストン・レッドソックス所属。

## 経歴

### プロ入りとヤンキース傘下時代
2021年のMLBドラフト6巡目（全体183位）でニューヨーク・ヤンキースから指名された。
2022年にA級タンパ・ターポンズでプロデビューを果たした。17回の先発で防御率5.01の成績を残した後、A+級ハドソンバレー・レネゲードに昇格し、5回の先発で防御率0.55を記録した。
2023年はAA級サマセット・ペイトリオッツでプレーし、27回の先発で11勝5敗、防御率3.48、163奪三振を記録し、2023年のイースタンリーグ最優秀投手賞を受賞した。

### レッドソックス時代
2023年12月5日にアレックス・ベルドゥーゴとのトレードでニコラス・ジュダイス、グレッグ・ワイサートと共にボストン・レッドソックスへ移籍した。
2024年9月8日、40人ロースターに選出され、メジャーリーグに初昇格した。

## 詳細情報

### 背番号
- 80（2024年 - ）